# 小周后
小周后（950年—978年）南唐末主李煜第二任皇后，大周后的妹妹，清源郡公李仲寓、岐懷獻王李仲宣姨母。史书上并没有记载她的名字，棋艺精湛，精于情趣享乐。

## 生平
周氏是大司徒周宗之次女，有可能是大周后周娥皇同父异母的妹妹。
李煜与大周后娥皇结婚。多年後，在大周后生病时，周氏借探病之机与姐夫李煜偷情。李煜写下著名的《菩萨蛮》就是描述的兩人偷情时的情景：“花明月暗笼輕霧，今宵好向郎邊去，剗襪步香階，手提金縷鞋。”大周后被丈夫和妹妹的双重背叛刺激得病情迅速恶化，李煜负疚万分，朝夕相伴左右，但次子仲宣之死使大周后病入膏肓，最终去世，谥昭惠，下葬懿陵。悔恨交加的李煜为爱妻写下了多篇诗词，已知最长的一篇是感人肺腑的《衣昭惠周后诔》，并自称“鳏夫煜”。三年后，周氏被封為皇后，称小周后。当时大臣在对李煜再次封后的贺书中公开对周氏与姐夫通姦气死姐姐之事加以讽刺，李煜保持沉默。
小周后酷爱绿色，衣装均为青碧，豔妆高髻，身穿青碧色的衣服，群裾飘扬，逸韵风生，嫔妃宫女见小周后著青裳，飘然出塵，便争相效仿。宫女们又嫌外间所染的碧色不纯正，便亲自动手染绢帛。有宫女染绢，晒在苑内，忘了收取，被露水所沾湿。次日颜色格外鲜明。李煜与小周后都觉得好。此后嫔妃宫女，都以露水染碧为衣，号为“天水碧”。
小周后每天垂帘焚香，满殿氤氲。小周后坐其中，如在云雾里面，望去如神仙一般。安寝时帐中不能焚香，恐失火，遂用“鹅梨蒸沉香”，置于帐中，其香甜润，沁人肺腑。小周后取名“帐中香”。李煜将茶油花子制成花饼，大小形状各异，令宫嫔淡妆素服，缕金于面，用花饼施于额上，名为“北苑妆”，行走起来，衣袂飘扬，远远望去，好似广寒仙子一般，别具風韻。
李煜与小周后将茶乳做片，制出各种香茗，烹煮起来，清芬扑鼻。李煜将外夷所出产的芳香食品，通统汇集起来，或烹为肴馔，或制成饼饵、羹汤，多至九十二种，皆入口清香。李煜对每种肴馔亲自题名，刊入食谱。命御厨师将新制食品配合齐全，备下盛筵，召宗室大臣入宫赴筵，名叫“内香筵”。李煜在夜间不点蜡烛，宫殿都悬挂着夜明珠，入夜，夜明珠放出光芒，亮如白昼。
在周氏成為皇后以後，金陵皇宮中的嬌娥美女越來越多了，不過小周后對后宮非常严厉，以鐵腕作風管制，宫中的美人没法得到相应的名份，若有心懷怨忿不能忍耐的，小周后會將對其勸告或遣送出宫。
975年，李煜被俘後，在開封被封為違命侯，拜左千牛衛將軍。小周后封号郑国夫人 (封號讽刺小周后德行不佳)。
宋太宗趙光義繼位後，多次強姦小周后。據說從975年元宵至978年七夕，長達三年時間，小周后多次被宋帝強暴。每次小周后回去，都是又哭又罵，李煜在痛苦鬱悶中，寫下《望江南》、《子夜歌》、《虞美人》等名曲。後世流傳宋太宗繼位之後，將小周后據為己有，並且還留下了著名的春宮圖《熙陵幸小周后圖》，元人馮海粟曾在畫上題詩：「江南剩得李花開，也被君王強折來；怪底金風沖地起，御園紅紫滿龍堆。」。明人沈德符《野獲編》中載：「宋人畫熙陵幸小周后圖，太宗頭戴襆頭，面黔色而體肥……周后肢體纖弱，數宮人抱持之，周后作蹙額不勝之狀」。姚叔祥在《見只篇》自稱看過张纪临摹此畫，畫中小周后頭戴花冠，身子裸露，「後戴花冠，兩足穿紅襪，襪僅至半脛耳。裸身憑五侍女，兩人承腋，兩人承股，一人擁背後，身在空際。太宗以身當後。後閉目轉頭，以手拒太宗頰。」
太平兴国三年（978年）李煜因写《虞美人》“故国不堪回首”“一江春水向东流”之词被毒死，小周后不久后也去世，享年二十九岁。

## 影視形象

### 電視劇
| 劇名                    | 演員   | 角色             |
| 華視葉青歌仔戲（玉樓春) | 石惠君 | 小周后           |
| 《絕代雙雄》            | 鄭宛玲 | 小周后           |
| 《李後主》              | 李影   | 小周后           |
| 《情劍山河》            | 黎燕珊 | 小周后（周嘉敏） |
| 《問君能有幾多愁》      | 熊乃瑾 | 小周后（周嘉敏） |

### 電影
| 劇名       | 演員   | 角色   |
| 《李後主》 | 白雪仙 | 小周后 |